# Miris
Miris is een geslacht van wantsen uit de familie blindwantsen. Het geslacht werd voor het eerst wetenschappelijk beschreven door Johann Christian Fabricius in 1794.

## Soorten
Het genus bevat de volgende soorten:

- Miris aspersus Montrouzier, 1865
- Miris donovani Montrouzier, 1865
- Miris nebrodensis Carapezza, 1991
- Miris parvulus Brulle, 1839
- Miris persicus (Reuter, 1876)
- Miris ruficeps Distant, 1904
- Miris sanguinolentus Montrouzier, 1865
- Miris striatus (Linnaeus, 1758)